# Es begann in Rom
Es begann in Rom (Originaltitel: The Pigeon That Took Rome) ist eine US-amerikanische Filmkomödie von Melville Shavelson aus dem Jahr 1962 mit Charlton Heston und Elsa Martinelli. Als literarische Vorlage diente der Roman The Easter Dinner von Donald Downes.

## Handlung
Nach dem Sturz Mussolinis im Jahr 1944 werden die US-Amerikaner Captain Paul MacDougall und Sgt. Joseph Contini als Spione nach Rom geschickt, das noch immer von den Deutschen besetzt ist. Obwohl beide keinerlei Erfahrung in Sachen Spionage vorweisen können, sollen sie die Pläne des Feindes mit Hilfe von Flugtauben für die Alliierten in Erfahrung bringen.
Der elfjährige Livio bringt sie zunächst zu seinem Vater Ciccio Massimo, dem Anführer des italienischen Widerstands, der sie fortan bei sich und seiner kleinbürgerlichen Familie wohnen lässt. Ciccios Tochter Antonella ist zunächst nicht sonderlich von den Neuankömmlingen angetan, zumal nun noch weniger Essen als sowieso schon für die Familie übrig bleibt. Als sich herausstellt, dass ihre Schwester Rosalba schwanger ist und dringend einen Ehemann benötigt, bietet sich Joseph für diese Rolle an. Beide verlieben sich, und Ciccio will die Verlobung schon bald bei einem Fest bekannt geben. Für ebendiesen Anlass bereitet Antonella aus Versehen die Flugtauben von Paul als Festschmaus zu. Lediglich eine der Tauben bleibt verschont.
Livio ersetzt die verspeisten Vögel daraufhin mit Tauben, die er den Deutschen gestohlen hat. Diese fliegen nun mit Pauls geheimen Botschaften direkt zu den Nazis. Paul sieht sich daher gezwungen, den Nazis auf diesem Wege sinnfreie und widersprüchliche Nachrichten zukommen zu lassen. Doch ausgerechnet eine davon wird von der verbliebenen amerikanischen Taube zu den Amerikanern nach Anzio gebracht, worauf die Alliierten sich entschließen, die italienische Hauptstadt anzugreifen. Nachdem Rom von der deutschen Besatzungsmacht befreit wurde, heiraten Joseph und Rosalba, die dabei ihr Kind zur Welt bringt. Auch Paul und Antonella haben inzwischen zueinander gefunden und geben sich ebenfalls das Ja-Wort. Die amerikanische Taube erhält derweil für ihre Verdienste eine Ehrenmedaille.

## Hintergrund
Nachdem Charlton Heston mit Monumentalfilmen wie Die zehn Gebote (1956), Ben Hur (1959) und El Cid (1961) große Erfolge gefeiert hatte und drohte, auf ernste Rollen in Filmen dieser Art festgelegt zu sein, wollte er unbedingt eine Komödie drehen. Regisseur Melville Shavelson, der eigentlich Bob Hope für die Hauptrolle in Es begann in Rom vorgesehen hatte, war entsprechend überrascht, als Heston ihn um die Rolle bat. Die Dreharbeiten, bei denen Shavelson und Heston sehr gut miteinander auskamen, fanden an Originalschauplätzen in Rom statt. Shavelson entschied sich dabei bewusst dazu, in Schwarzweiß zu drehen, sodass er ohne Stilbruch Material von originalen Wochenschau-Berichten in den Film schneiden konnte, um auf diese Weise dem Film mehr Authentizität verleihen zu können.
Am 22. August 1962 wurde Es begann in Rom in New York uraufgeführt. In Deutschland wurde der Film erstmals am 4. Januar 1963 in den Kinos gezeigt.

## Kritiken
Variety bezeichnete den Film als „spaßige Komödie“. Zudem sehe der Schauplatz, das Italien des Zweiten Weltkriegs, „durchweg authentisch“ aus. „Eine Komödie ohne zündenden Witz“, befand hingegen das Lexikon des internationalen Films.

## Auszeichnungen
Bei der Oscarverleihung 1963 war der Film in der Kategorie Bestes Szenenbild für den Oscar nominiert. Er konnte sich jedoch nicht gegen Wer die Nachtigall stört durchsetzen. Des Weiteren erhielt Es begann in Rom drei Nominierungen für den Golden Globe in den Kategorien Bester Hauptdarsteller – Komödie oder Musical (Charlton Heston), Bester Nebendarsteller (Harry Guardino) und Beste Nebendarstellerin (Gabriella Pallotta). Melville Shavelson wurde zudem für sein Drehbuch für den Writers Guild of America Award nominiert. Charlton Heston wurde für seine Leistung mit dem Bambi als bester internationaler Schauspieler ausgezeichnet.

## Deutsche Fassung
Die deutsche Synchronfassung entstand 1962 bei der Berliner Synchron. Die Synchronregie übernahm Klaus von Wahl, während Fritz A. Koeniger für das Dialogbuch verantwortlich war.
| Rolle                   | Darsteller          | Synchronsprecher  |
| ----------------------- | ------------------- | ----------------- |
| Captain Paul MacDougall | Charlton Heston     | Arnold Marquis    |
| Antonella Massimo       | Elsa Martinelli     | Agi Prandhoff     |
| Sgt. Joseph Contini     | Harry Guardino      | Michael Chevalier |
| Ciccio Massimo          | Salvatore Baccaloni | Eduard Wandrey    |
| Rosalba Massimo         | Gabriella Pallotta  | Ursula Lillig     |
| Col. Sherman Harrington | Brian Donlevy       | Hans W. Hamacher  |
| Livio                   | Marietto            | Michael Wuschick  |
| Col. Wilhelm Krafft     | Rudolph Anders      | Franz-Otto Krüger |
| Monsignor O’Toole       | Arthur Shields      | Alfred Balthoff   |
| Conte Danesi            | Vadim Wolkowsky     | Kurt Waitzmann    |
| Major Wolff             | Gary Collins        | Peter Schiff      |